# Heraclia inconguens
Heraclia inconguens är en fjärilsart som beskrevs av Butler 1878. Heraclia inconguens ingår i släktet Heraclia och familjen nattflyn. Inga underarter finns listade i Catalogue of Life.